# Widerlage
Bei der Widerlage handelt es sich um diejenigen Vermögensbestandteile, die von der Seite des Ehemannes in das eheliche Vermögen eingebracht werden und vor allem der Witwenabsicherung dienen. Sie ist das Gegenstück zur Mitgift, die von Seiten der Braut(-Eltern) beigesteuert wird.
Vermögen, das der Braut kurz nach dem Vollzug der Ehe übergeben wird, ist die Morgengabe.
Rechtlich geregelt war die Widerlage bis 2009 in Österreich in den §§ 1230, 1231 ABGB. Die Bestimmungen lauteten:
Diese Bestimmungen wurden mit Artikel 1 Ziffer 12 FamRÄG 2009 aufgehoben.